# Collegio uninominale Campania 2 - 04 (2020)
Il collegio elettorale uninominale Campania 2 - 04 è un collegio elettorale uninominale della Repubblica Italiana per l'elezione della Camera dei deputati.

## Territorio
Come previsto dalla legge n. 51 del 27 maggio 2019, il collegio è stato definito tramite decreto legislativo all'interno della circoscrizione Campania 2.
È formato dal territorio dell'intera provincia di Avellino (118 comuni).
Il collegio è parte del collegio plurinominale Campania 2 - 02.

## Eletti
| Elezione | Elezione | Deputato           | Partito          |
| -------- | -------- | ------------------ | ---------------- |
|          | 2022     | Gianfranco Rotondi | Verde è Popolare |

## Dati elettorali

### XIX legislatura
Come previsto dalla legge elettorale, 147 deputati sono eletti con sistema a maggioranza relativa in altrettanti collegi uninominali a turno unico.
| Candidati                                 | Candidati                    | Voti    | %     | Liste                                                | Voti    | %     |
| ----------------------------------------- | ---------------------------- | ------- | ----- | ---------------------------------------------------- | ------- | ----- |
|                                           | Gianfranco Rotondi ✔️ Eletto | 60 669  | 32,92 | Fratelli d'Italia                                    | 35 156  | 19,08 |
| Forza Italia                              | Gianfranco Rotondi ✔️ Eletto | 60 669  | 32,92 | 16 587                                               | 9,00    |       |
| Lega per Salvini Premier                  | Gianfranco Rotondi ✔️ Eletto | 60 669  | 32,92 | 8 223                                                | 4,46    |       |
| Noi moderati/Lupi - Toti - Brugnaro - UDC | Gianfranco Rotondi ✔️ Eletto | 60 669  | 32,92 | 703                                                  | 0,38    |       |
|                                           | Maurizio Petracca            | 55 302  | 30,01 | Partito Democratico-IDP                              | 43 827  | 23,78 |
| Alleanza Verdi e Sinistra                 | Maurizio Petracca            | 55 302  | 30,01 | 5 756                                                | 3,12    |       |
| +Europa                                   | Maurizio Petracca            | 55 302  | 30,01 | 3 766                                                | 2,04    |       |
| Impegno Civico - Centro Democratico       | Maurizio Petracca            | 55 302  | 30,01 | 1 953                                                | 1,06    |       |
|                                           | Michele Gubitosa             | 47 679  | 25,87 | Movimento 5 Stelle                                   | 47 679  | 25,87 |
|                                           | Stefano Farina               | 9 606   | 5,21  | Azione - Italia Viva - Calenda                       | 9 606   | 5,21  |
|                                           | Guerino Gazzella             | 3 280   | 1,78  | Noi di Centro – Europeisti                           | 3 280   | 1,78  |
|                                           | Paolo Vittoria               | 2 885   | 1,57  | Unione Popolare                                      | 2 885   | 1,57  |
|                                           | Rosario Rocco Del Priore     | 2 217   | 1,20  | Italexit                                             | 2 217   | 1,20  |
|                                           | Raffaella De Filippo         | 1 360   | 0,74  | Italia Sovrana e Popolare                            | 1 360   | 0,74  |
|                                           | Lucio Janniello              | 660     | 0,36  | Partito Animalista Italiano – UCDL – 10 Volte Meglio | 660     | 0,36  |
|                                           | Stella Maccario              | 633     | 0,34  | Vita                                                 | 633     | 0,34  |
| Totale                                    | Totale                       | 184 291 | 100   |                                                      | 184 291 | 100   |
|                                           |                              |         |       |                                                      |         |       |
| Schede bianche                            | Schede bianche               | 4 768   | 2,45  |                                                      |         |       |
| Schede nulle                              | Schede nulle                 | 5 689   | 2,92  |                                                      |         |       |
| Votanti                                   | Votanti                      | 194 748 | 58,26 |                                                      |         |       |
| Elettori                                  | Elettori                     | 334 265 |       |                                                      |         |       |